# Arbre genealògic de Mahoma
Aquest article esquematitza els ascendents i descendents principals de Mahoma
|                        |                        |                              |                              |                              |                              | Wahb ibn Abd-Manaf, avi matern | Wahb ibn Abd-Manaf, avi matern | Wahb ibn Abd-Manaf, avi matern | Wahb ibn Abd-Manaf, avi matern | Wahb ibn Abd-Manaf, avi matern | Wahb ibn Abd-Manaf, avi matern |                             |                             |                             |                             |                         |                         | Hàixim ibn Abd-Manaf, besavi patern | Hàixim ibn Abd-Manaf, besavi patern | Hàixim ibn Abd-Manaf, besavi patern | Hàixim ibn Abd-Manaf, besavi patern | Hàixim ibn Abd-Manaf, besavi patern | Hàixim ibn Abd-Manaf, besavi patern |                               |                               |                                       |                                       |                                       |                                       |                                       |                                       |                  |                  |                                  |                                  |                                  |                                  |                                    |                                    |                                    |                                    |                                    |                                    |                                 |                                 |                                 |                                 |  |  |  |  |  |  |  |  |  |  |  |  |  |  |  |  |  |  |  |  |  |  |  |  |  |  |  |  |  |  |  |  |  |  |
|                        |                        |                              |                              |                              |                              | Wahb ibn Abd-Manaf, avi matern | Wahb ibn Abd-Manaf, avi matern | Wahb ibn Abd-Manaf, avi matern | Wahb ibn Abd-Manaf, avi matern | Wahb ibn Abd-Manaf, avi matern | Wahb ibn Abd-Manaf, avi matern |                             |                             |                             |                             |                         |                         | Hàixim ibn Abd-Manaf, besavi patern | Hàixim ibn Abd-Manaf, besavi patern | Hàixim ibn Abd-Manaf, besavi patern | Hàixim ibn Abd-Manaf, besavi patern | Hàixim ibn Abd-Manaf, besavi patern | Hàixim ibn Abd-Manaf, besavi patern |                               |                               |                                       |                                       |                                       |                                       |                                       |                                       |                  |                  |                                  |                                  |                                  |                                  |                                    |                                    |                                    |                                    |                                    |                                    |                                 |                                 |                                 |                                 |  |  |  |  |  |  |  |  |  |  |  |  |  |  |  |  |  |  |  |  |  |  |  |  |  |  |  |  |  |  |  |  |  |  |
|                        |                        |                              |                              |                              |                              | Fàtima bint Amr, àvia paterna  | Fàtima bint Amr, àvia paterna  | Fàtima bint Amr, àvia paterna  | Fàtima bint Amr, àvia paterna  | Fàtima bint Amr, àvia paterna  | Fàtima bint Amr, àvia paterna  |                             |                             |                             |                             |                         |                         | Abd-al-Múttalib, avi patern         | Abd-al-Múttalib, avi patern         | Abd-al-Múttalib, avi patern         | Abd-al-Múttalib, avi patern         | Abd-al-Múttalib, avi patern         | Abd-al-Múttalib, avi patern         |                               |                               |                                       |                                       |                                       |                                       |                                       |                                       |                  |                  |                                  |                                  |                                  |                                  | Hala bint Wuhayb, aviastra paterna | Hala bint Wuhayb, aviastra paterna | Hala bint Wuhayb, aviastra paterna | Hala bint Wuhayb, aviastra paterna | Hala bint Wuhayb, aviastra paterna | Hala bint Wuhayb, aviastra paterna |                                 |                                 |                                 |                                 |  |  |  |  |  |  |  |  |  |  |  |  |  |  |  |  |  |  |  |  |  |  |  |  |  |  |  |  |  |  |  |  |  |  |
|                        |                        |                              |                              |                              |                              | Fàtima bint Amr, àvia paterna  | Fàtima bint Amr, àvia paterna  | Fàtima bint Amr, àvia paterna  | Fàtima bint Amr, àvia paterna  | Fàtima bint Amr, àvia paterna  | Fàtima bint Amr, àvia paterna  |                             |                             |                             |                             |                         |                         | Abd-al-Múttalib, avi patern         | Abd-al-Múttalib, avi patern         | Abd-al-Múttalib, avi patern         | Abd-al-Múttalib, avi patern         | Abd-al-Múttalib, avi patern         | Abd-al-Múttalib, avi patern         |                               |                               |                                       |                                       |                                       |                                       |                                       |                                       |                  |                  |                                  |                                  |                                  |                                  | Hala bint Wuhayb, aviastra paterna | Hala bint Wuhayb, aviastra paterna | Hala bint Wuhayb, aviastra paterna | Hala bint Wuhayb, aviastra paterna | Hala bint Wuhayb, aviastra paterna | Hala bint Wuhayb, aviastra paterna |                                 |                                 |                                 |                                 |  |  |  |  |  |  |  |  |  |  |  |  |  |  |  |  |  |  |  |  |  |  |  |  |  |  |  |  |  |  |  |  |  |  |
|                        |                        |                              |                              |                              |                              |                                |                                |                                |                                |                                |                                |                             |                             |                             |                             |                         |                         |                                     |                                     |                                     |                                     |                                     |                                     |                               |                               |                                       |                                       |                                       |                                       |                                       |                                       |                  |                  |                                  |                                  |                                  |                                  |                                    |                                    |                                    |                                    |                                    |                                    |                                 |                                 |                                 |                                 |  |  |  |  |  |  |  |  |  |  |  |  |  |  |  |  |  |  |  |  |  |  |  |  |  |  |  |  |  |  |  |  |  |  |
|                        |                        |                              |                              |                              |                              |                                |                                |                                |                                |                                |                                |                             |                             |                             |                             |                         |                         |                                     |                                     |                                     |                                     |                                     |                                     |                               |                               |                                       |                                       |                                       |                                       |                                       |                                       |                  |                  |                                  |                                  |                                  |                                  |                                    |                                    |                                    |                                    |                                    |                                    |                                 |                                 |                                 |                                 |  |  |  |  |  |  |  |  |  |  |  |  |  |  |  |  |  |  |  |  |  |  |  |  |  |  |  |  |  |  |  |  |  |  |
| Àmina bint Wahb, mare  | Àmina bint Wahb, mare  | Àmina bint Wahb, mare        | Àmina bint Wahb, mare        | Àmina bint Wahb, mare        | Àmina bint Wahb, mare        |                                |                                | Abd-Al·lah, pare               | Abd-Al·lah, pare               | Abd-Al·lah, pare               | Abd-Al·lah, pare               | Abd-Al·lah, pare            | Abd-Al·lah, pare            |                             |                             | Abu-Tàlib, oncle        | Abu-Tàlib, oncle        | Abu-Tàlib, oncle                    | Abu-Tàlib, oncle                    | Abu-Tàlib, oncle                    | Abu-Tàlib, oncle                    |                                     |                                     | az-Zubayr, oncle              | az-Zubayr, oncle              | az-Zubayr, oncle                      | az-Zubayr, oncle                      | az-Zubayr, oncle                      | az-Zubayr, oncle                      |                                       |                                       | al-Hàrith, oncle | al-Hàrith, oncle | al-Hàrith, oncle                 | al-Hàrith, oncle                 | al-Hàrith, oncle                 | al-Hàrith, oncle                 |                                    |                                    | Hamza, oncle                       | Hamza, oncle                       | Hamza, oncle                       | Hamza, oncle                       | Hamza, oncle                    | Hamza, oncle                    |                                 |                                 |  |  |  |  |  |  |  |  |  |  |  |  |  |  |  |  |  |  |  |  |  |  |  |  |  |  |  |  |  |  |  |  |  |  |
| Àmina bint Wahb, mare  | Àmina bint Wahb, mare  | Àmina bint Wahb, mare        | Àmina bint Wahb, mare        | Àmina bint Wahb, mare        | Àmina bint Wahb, mare        |                                |                                | Abd-Al·lah, pare               | Abd-Al·lah, pare               | Abd-Al·lah, pare               | Abd-Al·lah, pare               | Abd-Al·lah, pare            | Abd-Al·lah, pare            |                             |                             | Abu-Tàlib, oncle        | Abu-Tàlib, oncle        | Abu-Tàlib, oncle                    | Abu-Tàlib, oncle                    | Abu-Tàlib, oncle                    | Abu-Tàlib, oncle                    |                                     |                                     | az-Zubayr, oncle              | az-Zubayr, oncle              | az-Zubayr, oncle                      | az-Zubayr, oncle                      | az-Zubayr, oncle                      | az-Zubayr, oncle                      |                                       |                                       | al-Hàrith, oncle | al-Hàrith, oncle | al-Hàrith, oncle                 | al-Hàrith, oncle                 | al-Hàrith, oncle                 | al-Hàrith, oncle                 |                                    |                                    | Hamza, oncle                       | Hamza, oncle                       | Hamza, oncle                       | Hamza, oncle                       | Hamza, oncle                    | Hamza, oncle                    |                                 |                                 |  |  |  |  |  |  |  |  |  |  |  |  |  |  |  |  |  |  |  |  |  |  |  |  |  |  |  |  |  |  |  |  |  |  |
|                        |                        |                              |                              |                              |                              |                                |                                |                                |                                |                                |                                |                             |                             |                             |                             |                         |                         |                                     |                                     |                                     |                                     |                                     |                                     |                               |                               |                                       |                                       |                                       |                                       |                                       |                                       |                  |                  |                                  |                                  |                                  |                                  |                                    |                                    |                                    |                                    |                                    |                                    |                                 |                                 |                                 |                                 |  |  |  |  |  |  |  |  |  |  |  |  |  |  |  |  |  |  |  |  |  |  |  |  |  |  |  |  |  |  |  |  |  |  |
|                        |                        |                              |                              |                              |                              |                                |                                |                                |                                |                                |                                |                             |                             |                             |                             |                         |                         |                                     |                                     |                                     |                                     |                                     |                                     |                               |                               |                                       |                                       |                                       |                                       |                                       |                                       |                  |                  |                                  |                                  |                                  |                                  |                                    |                                    |                                    |                                    |                                    |                                    |                                 |                                 |                                 |                                 |  |  |  |  |  |  |  |  |  |  |  |  |  |  |  |  |  |  |  |  |  |  |  |  |  |  |  |  |  |  |  |  |  |  |
| Thuwayba, primera dida | Thuwayba, primera dida | Thuwayba, primera dida       | Thuwayba, primera dida       | Thuwayba, primera dida       | Thuwayba, primera dida       |                                |                                | Halima, segona dida            | Halima, segona dida            | Halima, segona dida            | Halima, segona dida            | Halima, segona dida         | Halima, segona dida         |                             |                             |                         |                         |                                     |                                     | al-Abbàs, oncle                     | al-Abbàs, oncle                     | al-Abbàs, oncle                     | al-Abbàs, oncle                     | al-Abbàs, oncle               | al-Abbàs, oncle               |                                       |                                       | Abu-Làhab, oncle                      | Abu-Làhab, oncle                      | Abu-Làhab, oncle                      | Abu-Làhab, oncle                      | Abu-Làhab, oncle | Abu-Làhab, oncle |                                  |                                  | Arwa bint Abd-al-Múttalib, tia   | Arwa bint Abd-al-Múttalib, tia   | Arwa bint Abd-al-Múttalib, tia     | Arwa bint Abd-al-Múttalib, tia     | Arwa bint Abd-al-Múttalib, tia     | Arwa bint Abd-al-Múttalib, tia     |                                    |                                    |                                 |                                 |                                 |                                 |  |  |  |  |  |  |  |  |  |  |  |  |  |  |  |  |  |  |  |  |  |  |  |  |  |  |  |  |  |  |  |  |  |  |
| Thuwayba, primera dida | Thuwayba, primera dida | Thuwayba, primera dida       | Thuwayba, primera dida       | Thuwayba, primera dida       | Thuwayba, primera dida       |                                |                                | Halima, segona dida            | Halima, segona dida            | Halima, segona dida            | Halima, segona dida            | Halima, segona dida         | Halima, segona dida         |                             |                             |                         |                         |                                     |                                     | al-Abbàs, oncle                     | al-Abbàs, oncle                     | al-Abbàs, oncle                     | al-Abbàs, oncle                     | al-Abbàs, oncle               | al-Abbàs, oncle               |                                       |                                       | Abu-Làhab, oncle                      | Abu-Làhab, oncle                      | Abu-Làhab, oncle                      | Abu-Làhab, oncle                      | Abu-Làhab, oncle | Abu-Làhab, oncle |                                  |                                  | Arwa bint Abd-al-Múttalib, tia   | Arwa bint Abd-al-Múttalib, tia   | Arwa bint Abd-al-Múttalib, tia     | Arwa bint Abd-al-Múttalib, tia     | Arwa bint Abd-al-Múttalib, tia     | Arwa bint Abd-al-Múttalib, tia     |                                    |                                    |                                 |                                 |                                 |                                 |  |  |  |  |  |  |  |  |  |  |  |  |  |  |  |  |  |  |  |  |  |  |  |  |  |  |  |  |  |  |  |  |  |  |
|                        |                        |                              |                              | Mahoma                       | Mahoma                       | Mahoma                         | Mahoma                         | Mahoma                         | Mahoma                         |                                |                                | Khadija, primera esposa     | Khadija, primera esposa     | Khadija, primera esposa     | Khadija, primera esposa     | Khadija, primera esposa | Khadija, primera esposa |                                     |                                     | Abd-Al·lah ibn al-Abbàs, cosí       | Abd-Al·lah ibn al-Abbàs, cosí       | Abd-Al·lah ibn al-Abbàs, cosí       | Abd-Al·lah ibn al-Abbàs, cosí       | Abd-Al·lah ibn al-Abbàs, cosí | Abd-Al·lah ibn al-Abbàs, cosí |                                       |                                       |                                       |                                       |                                       |                                       |                  |                  |                                  |                                  |                                  |                                  |                                    |                                    |                                    |                                    |                                    |                                    |                                 |                                 |                                 |                                 |  |  |  |  |  |  |  |  |  |  |  |  |  |  |  |  |  |  |  |  |  |  |  |  |  |  |  |  |  |  |  |  |  |  |
|                        |                        |                              |                              | Mahoma                       | Mahoma                       | Mahoma                         | Mahoma                         | Mahoma                         | Mahoma                         |                                |                                | Khadija, primera esposa     | Khadija, primera esposa     | Khadija, primera esposa     | Khadija, primera esposa     | Khadija, primera esposa | Khadija, primera esposa |                                     |                                     | Abd-Al·lah ibn al-Abbàs, cosí       | Abd-Al·lah ibn al-Abbàs, cosí       | Abd-Al·lah ibn al-Abbàs, cosí       | Abd-Al·lah ibn al-Abbàs, cosí       | Abd-Al·lah ibn al-Abbàs, cosí | Abd-Al·lah ibn al-Abbàs, cosí |                                       |                                       |                                       |                                       |                                       |                                       |                  |                  |                                  |                                  |                                  |                                  |                                    |                                    |                                    |                                    |                                    |                                    |                                 |                                 |                                 |                                 |  |  |  |  |  |  |  |  |  |  |  |  |  |  |  |  |  |  |  |  |  |  |  |  |  |  |  |  |  |  |  |  |  |  |
|                        |                        |                              |                              |                              |                              |                                |                                |                                |                                |                                |                                |                             |                             |                             |                             |                         |                         |                                     |                                     |                                     |                                     |                                     |                                     |                               |                               |                                       |                                       |                                       |                                       |                                       |                                       |                  |                  |                                  |                                  |                                  |                                  |                                    |                                    |                                    |                                    |                                    |                                    |                                 |                                 |                                 |                                 |  |  |  |  |  |  |  |  |  |  |  |  |  |  |  |  |  |  |  |  |  |  |  |  |  |  |  |  |  |  |  |  |  |  |
|                        |                        |                              |                              |                              |                              | Fàtima, filla                  | Fàtima, filla                  | Fàtima, filla                  | Fàtima, filla                  | Fàtima, filla                  | Fàtima, filla                  |                             |                             | Alí, cosí                   | Alí, cosí                   | Alí, cosí               | Alí, cosí               | Alí, cosí                           | Alí, cosí                           |                                     |                                     |                                     |                                     |                               |                               |                                       |                                       |                                       |                                       | al-Qàssim, fill                       | al-Qàssim, fill                       | al-Qàssim, fill  | al-Qàssim, fill  | al-Qàssim, fill                  | al-Qàssim, fill                  |                                  |                                  | Abd-Al·lah, fill                   | Abd-Al·lah, fill                   | Abd-Al·lah, fill                   | Abd-Al·lah, fill                   | Abd-Al·lah, fill                   | Abd-Al·lah, fill                   |                                 |                                 |                                 |                                 |  |  |  |  |  |  |  |  |  |  |  |  |  |  |  |  |  |  |  |  |  |  |  |  |  |  |  |  |  |  |  |  |  |  |
|                        |                        |                              |                              |                              |                              | Fàtima, filla                  | Fàtima, filla                  | Fàtima, filla                  | Fàtima, filla                  | Fàtima, filla                  | Fàtima, filla                  |                             |                             | Alí, cosí                   | Alí, cosí                   | Alí, cosí               | Alí, cosí               | Alí, cosí                           | Alí, cosí                           |                                     |                                     |                                     |                                     |                               |                               |                                       |                                       |                                       |                                       | al-Qàssim, fill                       | al-Qàssim, fill                       | al-Qàssim, fill  | al-Qàssim, fill  | al-Qàssim, fill                  | al-Qàssim, fill                  |                                  |                                  | Abd-Al·lah, fill                   | Abd-Al·lah, fill                   | Abd-Al·lah, fill                   | Abd-Al·lah, fill                   | Abd-Al·lah, fill                   | Abd-Al·lah, fill                   |                                 |                                 |                                 |                                 |  |  |  |  |  |  |  |  |  |  |  |  |  |  |  |  |  |  |  |  |  |  |  |  |  |  |  |  |  |  |  |  |  |  |
|                        |                        |                              |                              |                              |                              |                                |                                |                                |                                |                                |                                |                             |                             |                             |                             |                         |                         |                                     |                                     |                                     |                                     |                                     |                                     |                               |                               |                                       |                                       |                                       |                                       |                                       |                                       |                  |                  |                                  |                                  |                                  |                                  |                                    |                                    |                                    |                                    |                                    |                                    |                                 |                                 |                                 |                                 |  |  |  |  |  |  |  |  |  |  |  |  |  |  |  |  |  |  |  |  |  |  |  |  |  |  |  |  |  |  |  |  |  |  |
|                        |                        |                              |                              |                              |                              |                                |                                |                                |                                | Zàynab, filla                  | Zàynab, filla                  | Zàynab, filla               | Zàynab, filla               | Zàynab, filla               | Zàynab, filla               |                         |                         | Ruqayya, filla                      | Ruqayya, filla                      | Ruqayya, filla                      | Ruqayya, filla                      | Ruqayya, filla                      | Ruqayya, filla                      |                               |                               | Uthman, gendre                        | Uthman, gendre                        | Uthman, gendre                        | Uthman, gendre                        | Uthman, gendre                        | Uthman, gendre                        |                  |                  | Umm-Kulthum, filla               | Umm-Kulthum, filla               | Umm-Kulthum, filla               | Umm-Kulthum, filla               | Umm-Kulthum, filla                 | Umm-Kulthum, filla                 |                                    |                                    | Zayd, fill adoptiu                 | Zayd, fill adoptiu                 | Zayd, fill adoptiu              | Zayd, fill adoptiu              | Zayd, fill adoptiu              | Zayd, fill adoptiu              |  |  |  |  |  |  |  |  |  |  |  |  |  |  |  |  |  |  |  |  |  |  |  |  |  |  |  |  |  |  |  |  |  |  |
|                        |                        |                              |                              |                              |                              |                                |                                |                                |                                | Zàynab, filla                  | Zàynab, filla                  | Zàynab, filla               | Zàynab, filla               | Zàynab, filla               | Zàynab, filla               |                         |                         | Ruqayya, filla                      | Ruqayya, filla                      | Ruqayya, filla                      | Ruqayya, filla                      | Ruqayya, filla                      | Ruqayya, filla                      |                               |                               | Uthman, gendre                        | Uthman, gendre                        | Uthman, gendre                        | Uthman, gendre                        | Uthman, gendre                        | Uthman, gendre                        |                  |                  | Umm-Kulthum, filla               | Umm-Kulthum, filla               | Umm-Kulthum, filla               | Umm-Kulthum, filla               | Umm-Kulthum, filla                 | Umm-Kulthum, filla                 |                                    |                                    | Zayd, fill adoptiu                 | Zayd, fill adoptiu                 | Zayd, fill adoptiu              | Zayd, fill adoptiu              | Zayd, fill adoptiu              | Zayd, fill adoptiu              |  |  |  |  |  |  |  |  |  |  |  |  |  |  |  |  |  |  |  |  |  |  |  |  |  |  |  |  |  |  |  |  |  |  |
|                        |                        |                              |                              |                              |                              |                                |                                |                                |                                |                                |                                |                             |                             |                             |                             |                         |                         |                                     |                                     |                                     |                                     |                                     |                                     |                               |                               |                                       |                                       |                                       |                                       |                                       |                                       |                  |                  |                                  |                                  |                                  |                                  |                                    |                                    |                                    |                                    |                                    |                                    |                                 |                                 |                                 |                                 |  |  |  |  |  |  |  |  |  |  |  |  |  |  |  |  |  |  |  |  |  |  |  |  |  |  |  |  |  |  |  |  |  |  |
|                        |                        |                              |                              |                              |                              |                                |                                |                                |                                |                                |                                |                             |                             |                             |                             |                         |                         |                                     |                                     |                                     |                                     |                                     |                                     |                               |                               |                                       |                                       |                                       |                                       |                                       |                                       |                  |                  |                                  |                                  |                                  |                                  |                                    |                                    |                                    |                                    |                                    |                                    |                                 |                                 |                                 |                                 |  |  |  |  |  |  |  |  |  |  |  |  |  |  |  |  |  |  |  |  |  |  |  |  |  |  |  |  |  |  |  |  |  |  |
|                        |                        |                              |                              |                              |                              | Alí, net                       | Alí, net                       | Alí, net                       | Alí, net                       | Alí, net                       | Alí, net                       |                             |                             | Umama, neta                 | Umama, neta                 | Umama, neta             | Umama, neta             | Umama, neta                         | Umama, neta                         |                                     |                                     | Abd-Al·lah ibn Uthman, net          | Abd-Al·lah ibn Uthman, net          | Abd-Al·lah ibn Uthman, net    | Abd-Al·lah ibn Uthman, net    | Abd-Al·lah ibn Uthman, net            | Abd-Al·lah ibn Uthman, net            |                                       |                                       |                                       |                                       |                  |                  |                                  |                                  |                                  |                                  |                                    |                                    | Ussama ibn Zayd, net               | Ussama ibn Zayd, net               | Ussama ibn Zayd, net               | Ussama ibn Zayd, net               | Ussama ibn Zayd, net            | Ussama ibn Zayd, net            |                                 |                                 |  |  |  |  |  |  |  |  |  |  |  |  |  |  |  |  |  |  |  |  |  |  |  |  |  |  |  |  |  |  |  |  |  |  |
|                        |                        |                              |                              |                              |                              | Alí, net                       | Alí, net                       | Alí, net                       | Alí, net                       | Alí, net                       | Alí, net                       |                             |                             | Umama, neta                 | Umama, neta                 | Umama, neta             | Umama, neta             | Umama, neta                         | Umama, neta                         |                                     |                                     | Abd-Al·lah ibn Uthman, net          | Abd-Al·lah ibn Uthman, net          | Abd-Al·lah ibn Uthman, net    | Abd-Al·lah ibn Uthman, net    | Abd-Al·lah ibn Uthman, net            | Abd-Al·lah ibn Uthman, net            |                                       |                                       |                                       |                                       |                  |                  |                                  |                                  |                                  |                                  |                                    |                                    | Ussama ibn Zayd, net               | Ussama ibn Zayd, net               | Ussama ibn Zayd, net               | Ussama ibn Zayd, net               | Ussama ibn Zayd, net            | Ussama ibn Zayd, net            |                                 |                                 |  |  |  |  |  |  |  |  |  |  |  |  |  |  |  |  |  |  |  |  |  |  |  |  |  |  |  |  |  |  |  |  |  |  |
|                        |                        |                              |                              |                              |                              |                                |                                |                                |                                |                                |                                |                             |                             |                             |                             |                         |                         |                                     |                                     |                                     |                                     |                                     |                                     |                               |                               |                                       |                                       |                                       |                                       |                                       |                                       |                  |                  |                                  |                                  |                                  |                                  |                                    |                                    |                                    |                                    |                                    |                                    |                                 |                                 |                                 |                                 |  |  |  |  |  |  |  |  |  |  |  |  |  |  |  |  |  |  |  |  |  |  |  |  |  |  |  |  |  |  |  |  |  |  |
|                        |                        | Múhsin, net                  | Múhsin, net                  | Múhsin, net                  | Múhsin, net                  | Múhsin, net                    | Múhsin, net                    |                                |                                | al-Hàssan ibn Alí, net         | al-Hàssan ibn Alí, net         | al-Hàssan ibn Alí, net      | al-Hàssan ibn Alí, net      | al-Hàssan ibn Alí, net      | al-Hàssan ibn Alí, net      |                         |                         | al-Hussayn ibn Alí, net             | al-Hussayn ibn Alí, net             | al-Hussayn ibn Alí, net             | al-Hussayn ibn Alí, net             | al-Hussayn ibn Alí, net             | al-Hussayn ibn Alí, net             |                               |                               | Umm-Kulthum bint Alí, neta            | Umm-Kulthum bint Alí, neta            | Umm-Kulthum bint Alí, neta            | Umm-Kulthum bint Alí, neta            | Umm-Kulthum bint Alí, neta            | Umm-Kulthum bint Alí, neta            |                  |                  | Zàynab bint Alí, neta            | Zàynab bint Alí, neta            | Zàynab bint Alí, neta            | Zàynab bint Alí, neta            | Zàynab bint Alí, neta              | Zàynab bint Alí, neta              |                                    |                                    |                                    |                                    |                                 |                                 |                                 |                                 |  |  |  |  |  |  |  |  |  |  |  |  |  |  |  |  |  |  |  |  |  |  |  |  |  |  |  |  |  |  |  |  |  |  |
|                        |                        | Múhsin, net                  | Múhsin, net                  | Múhsin, net                  | Múhsin, net                  | Múhsin, net                    | Múhsin, net                    |                                |                                | al-Hàssan ibn Alí, net         | al-Hàssan ibn Alí, net         | al-Hàssan ibn Alí, net      | al-Hàssan ibn Alí, net      | al-Hàssan ibn Alí, net      | al-Hàssan ibn Alí, net      |                         |                         | al-Hussayn ibn Alí, net             | al-Hussayn ibn Alí, net             | al-Hussayn ibn Alí, net             | al-Hussayn ibn Alí, net             | al-Hussayn ibn Alí, net             | al-Hussayn ibn Alí, net             |                               |                               | Umm-Kulthum bint Alí, neta            | Umm-Kulthum bint Alí, neta            | Umm-Kulthum bint Alí, neta            | Umm-Kulthum bint Alí, neta            | Umm-Kulthum bint Alí, neta            | Umm-Kulthum bint Alí, neta            |                  |                  | Zàynab bint Alí, neta            | Zàynab bint Alí, neta            | Zàynab bint Alí, neta            | Zàynab bint Alí, neta            | Zàynab bint Alí, neta              | Zàynab bint Alí, neta              |                                    |                                    |                                    |                                    |                                 |                                 |                                 |                                 |  |  |  |  |  |  |  |  |  |  |  |  |  |  |  |  |  |  |  |  |  |  |  |  |  |  |  |  |  |  |  |  |  |  |
|                        |                        |                              |                              |                              |                              |                                |                                |                                |                                |                                |                                |                             |                             |                             |                             |                         |                         |                                     |                                     |                                     |                                     |                                     |                                     |                               |                               |                                       |                                       |                                       |                                       |                                       |                                       |                  |                  |                                  |                                  |                                  |                                  |                                    |                                    |                                    |                                    |                                    |                                    |                                 |                                 |                                 |                                 |  |  |  |  |  |  |  |  |  |  |  |  |  |  |  |  |  |  |  |  |  |  |  |  |  |  |  |  |  |  |  |  |  |  |
|                        |                        | Zama, sogre                  | Zama, sogre                  | Zama, sogre                  | Zama, sogre                  | Zama, sogre                    | Zama, sogre                    |                                |                                | Abu-Bakr, sogre                | Abu-Bakr, sogre                | Abu-Bakr, sogre             | Abu-Bakr, sogre             | Abu-Bakr, sogre             | Abu-Bakr, sogre             |                         |                         | Úmar, sogre                         | Úmar, sogre                         | Úmar, sogre                         | Úmar, sogre                         | Úmar, sogre                         | Úmar, sogre                         |                               |                               | Khuzayma, sogre                       | Khuzayma, sogre                       | Khuzayma, sogre                       | Khuzayma, sogre                       | Khuzayma, sogre                       | Khuzayma, sogre                       |                  |                  | Abu-Umayya ibn al-Mughira, sogre | Abu-Umayya ibn al-Mughira, sogre | Abu-Umayya ibn al-Mughira, sogre | Abu-Umayya ibn al-Mughira, sogre | Abu-Umayya ibn al-Mughira, sogre   | Abu-Umayya ibn al-Mughira, sogre   |                                    |                                    | Jahx, sogre                        | Jahx, sogre                        | Jahx, sogre                     | Jahx, sogre                     | Jahx, sogre                     | Jahx, sogre                     |  |  |  |  |  |  |  |  |  |  |  |  |  |  |  |  |  |  |  |  |  |  |  |  |  |  |  |  |  |  |  |  |  |  |
|                        |                        | Zama, sogre                  | Zama, sogre                  | Zama, sogre                  | Zama, sogre                  | Zama, sogre                    | Zama, sogre                    |                                |                                | Abu-Bakr, sogre                | Abu-Bakr, sogre                | Abu-Bakr, sogre             | Abu-Bakr, sogre             | Abu-Bakr, sogre             | Abu-Bakr, sogre             |                         |                         | Úmar, sogre                         | Úmar, sogre                         | Úmar, sogre                         | Úmar, sogre                         | Úmar, sogre                         | Úmar, sogre                         |                               |                               | Khuzayma, sogre                       | Khuzayma, sogre                       | Khuzayma, sogre                       | Khuzayma, sogre                       | Khuzayma, sogre                       | Khuzayma, sogre                       |                  |                  | Abu-Umayya ibn al-Mughira, sogre | Abu-Umayya ibn al-Mughira, sogre | Abu-Umayya ibn al-Mughira, sogre | Abu-Umayya ibn al-Mughira, sogre | Abu-Umayya ibn al-Mughira, sogre   | Abu-Umayya ibn al-Mughira, sogre   |                                    |                                    | Jahx, sogre                        | Jahx, sogre                        | Jahx, sogre                     | Jahx, sogre                     | Jahx, sogre                     | Jahx, sogre                     |  |  |  |  |  |  |  |  |  |  |  |  |  |  |  |  |  |  |  |  |  |  |  |  |  |  |  |  |  |  |  |  |  |  |
|                        |                        | Sawdà, segona/tercera esposa | Sawdà, segona/tercera esposa | Sawdà, segona/tercera esposa | Sawdà, segona/tercera esposa | Sawdà, segona/tercera esposa   | Sawdà, segona/tercera esposa   |                                |                                | Àïxa, segona/tercera esposa    | Àïxa, segona/tercera esposa    | Àïxa, segona/tercera esposa | Àïxa, segona/tercera esposa | Àïxa, segona/tercera esposa | Àïxa, segona/tercera esposa |                         |                         | Hafsa, quarta esposa                | Hafsa, quarta esposa                | Hafsa, quarta esposa                | Hafsa, quarta esposa                | Hafsa, quarta esposa                | Hafsa, quarta esposa                |                               |                               | Zàynab bint Khuzayma, cinquena esposa | Zàynab bint Khuzayma, cinquena esposa | Zàynab bint Khuzayma, cinquena esposa | Zàynab bint Khuzayma, cinquena esposa | Zàynab bint Khuzayma, cinquena esposa | Zàynab bint Khuzayma, cinquena esposa |                  |                  | Umm-Sàlama, sisena esposa        | Umm-Sàlama, sisena esposa        | Umm-Sàlama, sisena esposa        | Umm-Sàlama, sisena esposa        | Umm-Sàlama, sisena esposa          | Umm-Sàlama, sisena esposa          |                                    |                                    | Zàynab bint Jahx, setena esposa    | Zàynab bint Jahx, setena esposa    | Zàynab bint Jahx, setena esposa | Zàynab bint Jahx, setena esposa | Zàynab bint Jahx, setena esposa | Zàynab bint Jahx, setena esposa |  |  |  |  |  |  |  |  |  |  |  |  |  |  |  |  |  |  |  |  |  |  |  |  |  |  |  |  |  |  |  |  |  |  |
|                        |                        | Sawdà, segona/tercera esposa | Sawdà, segona/tercera esposa | Sawdà, segona/tercera esposa | Sawdà, segona/tercera esposa | Sawdà, segona/tercera esposa   | Sawdà, segona/tercera esposa   |                                |                                | Àïxa, segona/tercera esposa    | Àïxa, segona/tercera esposa    | Àïxa, segona/tercera esposa | Àïxa, segona/tercera esposa | Àïxa, segona/tercera esposa | Àïxa, segona/tercera esposa |                         |                         | Hafsa, quarta esposa                | Hafsa, quarta esposa                | Hafsa, quarta esposa                | Hafsa, quarta esposa                | Hafsa, quarta esposa                | Hafsa, quarta esposa                |                               |                               | Zàynab bint Khuzayma, cinquena esposa | Zàynab bint Khuzayma, cinquena esposa | Zàynab bint Khuzayma, cinquena esposa | Zàynab bint Khuzayma, cinquena esposa | Zàynab bint Khuzayma, cinquena esposa | Zàynab bint Khuzayma, cinquena esposa |                  |                  | Umm-Sàlama, sisena esposa        | Umm-Sàlama, sisena esposa        | Umm-Sàlama, sisena esposa        | Umm-Sàlama, sisena esposa        | Umm-Sàlama, sisena esposa          | Umm-Sàlama, sisena esposa          |                                    |                                    | Zàynab bint Jahx, setena esposa    | Zàynab bint Jahx, setena esposa    | Zàynab bint Jahx, setena esposa | Zàynab bint Jahx, setena esposa | Zàynab bint Jahx, setena esposa | Zàynab bint Jahx, setena esposa |  |  |  |  |  |  |  |  |  |  |  |  |  |  |  |  |  |  |  |  |  |  |  |  |  |  |  |  |  |  |  |  |  |  |
|                        |                        |                              |                              |                              |                              |                                |                                |                                |                                |                                |                                |                             |                             |                             |                             |                         |                         |                                     |                                     |                                     |                                     |                                     |                                     |                               |                               |                                       |                                       |                                       |                                       |                                       |                                       |                  |                  |                                  |                                  |                                  |                                  |                                    |                                    |                                    |                                    |                                    |                                    |                                 |                                 |                                 |                                 |  |  |  |  |  |  |  |  |  |  |  |  |  |  |  |  |  |  |  |  |  |  |  |  |  |  |  |  |  |  |  |  |  |  |
|                        |                        |                              |                              |                              |                              |                                |                                |                                |                                |                                |                                |                             |                             |                             |                             |                         |                         |                                     |                                     |                                     |                                     |                                     |                                     |                               |                               |                                       |                                       |                                       |                                       |                                       |                                       |                  |                  |                                  |                                  |                                  |                                  |                                    |                                    |                                    |                                    |                                    |                                    |                                 |                                 |                                 |                                 |  |  |  |  |  |  |  |  |  |  |  |  |  |  |  |  |  |  |  |  |  |  |  |  |  |  |  |  |  |  |  |  |  |  |
|                        |                        | al-Hàrith, sogre             | al-Hàrith, sogre             | al-Hàrith, sogre             | al-Hàrith, sogre             | al-Hàrith, sogre               | al-Hàrith, sogre               |                                |                                | Abu-Sufyan ibn Harb, sogre     | Abu-Sufyan ibn Harb, sogre     | Abu-Sufyan ibn Harb, sogre  | Abu-Sufyan ibn Harb, sogre  | Abu-Sufyan ibn Harb, sogre  | Abu-Sufyan ibn Harb, sogre  |                         |                         | Huyayy ibn Àkhtab, sogre            | Huyayy ibn Àkhtab, sogre            | Huyayy ibn Àkhtab, sogre            | Huyayy ibn Àkhtab, sogre            | Huyayy ibn Àkhtab, sogre            | Huyayy ibn Àkhtab, sogre            |                               |                               | al-Hàrith, sogre                      | al-Hàrith, sogre                      | al-Hàrith, sogre                      | al-Hàrith, sogre                      | al-Hàrith, sogre                      | al-Hàrith, sogre                      |                  |                  | Xamun, sogre                     | Xamun, sogre                     | Xamun, sogre                     | Xamun, sogre                     | Xamun, sogre                       | Xamun, sogre                       |                                    |                                    |                                    |                                    |                                 |                                 |                                 |                                 |  |  |  |  |  |  |  |  |  |  |  |  |  |  |  |  |  |  |  |  |  |  |  |  |  |  |  |  |  |  |  |  |  |  |
|                        |                        | al-Hàrith, sogre             | al-Hàrith, sogre             | al-Hàrith, sogre             | al-Hàrith, sogre             | al-Hàrith, sogre               | al-Hàrith, sogre               |                                |                                | Abu-Sufyan ibn Harb, sogre     | Abu-Sufyan ibn Harb, sogre     | Abu-Sufyan ibn Harb, sogre  | Abu-Sufyan ibn Harb, sogre  | Abu-Sufyan ibn Harb, sogre  | Abu-Sufyan ibn Harb, sogre  |                         |                         | Huyayy ibn Àkhtab, sogre            | Huyayy ibn Àkhtab, sogre            | Huyayy ibn Àkhtab, sogre            | Huyayy ibn Àkhtab, sogre            | Huyayy ibn Àkhtab, sogre            | Huyayy ibn Àkhtab, sogre            |                               |                               | al-Hàrith, sogre                      | al-Hàrith, sogre                      | al-Hàrith, sogre                      | al-Hàrith, sogre                      | al-Hàrith, sogre                      | al-Hàrith, sogre                      |                  |                  | Xamun, sogre                     | Xamun, sogre                     | Xamun, sogre                     | Xamun, sogre                     | Xamun, sogre                       | Xamun, sogre                       |                                    |                                    |                                    |                                    |                                 |                                 |                                 |                                 |  |  |  |  |  |  |  |  |  |  |  |  |  |  |  |  |  |  |  |  |  |  |  |  |  |  |  |  |  |  |  |  |  |  |
|                        |                        | Juwayriya, vuitena esposa    | Juwayriya, vuitena esposa    | Juwayriya, vuitena esposa    | Juwayriya, vuitena esposa    | Juwayriya, vuitena esposa      | Juwayriya, vuitena esposa      |                                |                                | Umm-Habiba, novena esposa      | Umm-Habiba, novena esposa      | Umm-Habiba, novena esposa   | Umm-Habiba, novena esposa   | Umm-Habiba, novena esposa   | Umm-Habiba, novena esposa   |                         |                         | Safiyya, desena/onzena esposa       | Safiyya, desena/onzena esposa       | Safiyya, desena/onzena esposa       | Safiyya, desena/onzena esposa       | Safiyya, desena/onzena esposa       | Safiyya, desena/onzena esposa       |                               |                               | Maymuna, onzena/dotzena esposa        | Maymuna, onzena/dotzena esposa        | Maymuna, onzena/dotzena esposa        | Maymuna, onzena/dotzena esposa        | Maymuna, onzena/dotzena esposa        | Maymuna, onzena/dotzena esposa        |                  |                  | Maria la Copta, tretzena esposa  | Maria la Copta, tretzena esposa  | Maria la Copta, tretzena esposa  | Maria la Copta, tretzena esposa  | Maria la Copta, tretzena esposa    | Maria la Copta, tretzena esposa    |                                    |                                    |                                    |                                    |                                 |                                 |                                 |                                 |  |  |  |  |  |  |  |  |  |  |  |  |  |  |  |  |  |  |  |  |  |  |  |  |  |  |  |  |  |  |  |  |  |  |
|                        |                        | Juwayriya, vuitena esposa    | Juwayriya, vuitena esposa    | Juwayriya, vuitena esposa    | Juwayriya, vuitena esposa    | Juwayriya, vuitena esposa      | Juwayriya, vuitena esposa      |                                |                                | Umm-Habiba, novena esposa      | Umm-Habiba, novena esposa      | Umm-Habiba, novena esposa   | Umm-Habiba, novena esposa   | Umm-Habiba, novena esposa   | Umm-Habiba, novena esposa   |                         |                         | Safiyya, desena/onzena esposa       | Safiyya, desena/onzena esposa       | Safiyya, desena/onzena esposa       | Safiyya, desena/onzena esposa       | Safiyya, desena/onzena esposa       | Safiyya, desena/onzena esposa       |                               |                               | Maymuna, onzena/dotzena esposa        | Maymuna, onzena/dotzena esposa        | Maymuna, onzena/dotzena esposa        | Maymuna, onzena/dotzena esposa        | Maymuna, onzena/dotzena esposa        | Maymuna, onzena/dotzena esposa        |                  |                  | Maria la Copta, tretzena esposa  | Maria la Copta, tretzena esposa  | Maria la Copta, tretzena esposa  | Maria la Copta, tretzena esposa  | Maria la Copta, tretzena esposa    | Maria la Copta, tretzena esposa    |                                    |                                    |                                    |                                    |                                 |                                 |                                 |                                 |  |  |  |  |  |  |  |  |  |  |  |  |  |  |  |  |  |  |  |  |  |  |  |  |  |  |  |  |  |  |  |  |  |  |